# Kommissar Kugelblitz
Kommissar Kugelblitz ist der Hauptcharakter einer Kinderbuchreihe von Ursel Scheffler.
Der erste Band der Reihe erschien 1982, der jüngste mit Band 31 im März 2012. Neben diesen sind auch andere Bücher mit Kommissar Kugelblitz erschienen sowie Hörspiele und CD-ROMs.

## Handlung
In diesen Büchern werden jeweils verschiedene Fälle beschrieben, an denen der Kommissar arbeitet. Im Laufe einer Geschichte verrät sich der Täter und der Leser wird am Ende gefragt, wer der Täter ist oder wie er sich verraten hat. Die Lösung kann man dann mit einer im Buch erhaltenen Wunderfolie (eine rote Folie) nachprüfen. In früheren Ausgaben konnte man aus dieser Folie eine Lupe basteln.
Die Verbrechen, an denen Kugelblitz arbeitet, sind meistens raffiniert ausgeführte Diebstähle und Betrügereien, jedoch – da es sich um eine Kinderbuchreihe handelt – niemals Gewaltverbrechen, mit Ausnahme geringfügiger oder schwererer Verletzungen, die aber nicht Gegenstand des Verbrechens sind und auch kein Blutvergießen nach sich ziehen.
Kommissar Isidor Kugelblitz ist, da er nur noch über spärlichen, weißen Haarwuchs verfügt, offenbar bereits in höheren Jahren. Er ist dick, hat ein Mondgesicht und einen Schnauzbart, was ihm ein sympathisches Aussehen verleiht. Vom Charakter her ist er ein gutmütiger und freundlicher, aber auch sehr entschlossener und zielstrebiger Mensch. Kugelblitz lebt und arbeitet in Hamburg. Die meisten seiner Fälle spielen dort. Es kann aber auch vorkommen, dass einzelne Fälle an irgendeinem anderen Ort auf der Welt spielen. Über das Privatleben von Kugelblitz erfährt der Leser nicht allzu viel. Kugelblitz ist kinderloser Witwer und hat eine Haushaltshilfe namens Frau Besenritter. Oft kommt sein Neffe Martin in den Geschichten vor. Dieser ist 12 Jahre alt und besucht das Schiller-Gymnasium in Hamburg (Bd. 18). Mitunter unternimmt Kugelblitz mit ihm etwas in seiner Freizeit und muss zufällig helfen, eintretende Fälle zu lösen. Kugelblitz hat noch eine Mutter. In einer Geschichte wird erzählt, dass er für sie ein Geschenk ausgesucht habe. Oft kommt auch sein Freund Tütü vor. In den ersten Bänden lebt dieser wie Kugelblitz in Hamburg. In einer späteren Folge wandert Tütü nach Neuseeland aus und heiratet dort. Kugelblitz besucht seinen Freund dort. Anstelle eines erholsamen Urlaubs muss er den neuseeländischen Kollegen in einem Entführungsfall behilflich sein. In Band 16 bekommt Kugelblitz von seinem südafrikanischen Freund und Kollegen Joop Nelson eine Safarireise nach Südafrika geschenkt. Aber während der lehrreichen Reise muss er helfen, einen Fall von Wilderei aufzuklären. Dieser Fall führt ihn mit seinem Kollegen Nelson in das Nachbarland Mosambik. Dort helfen die beiden ihrem mosambikanischen Kollegen, Inspektor Mali, Ali Moffo, den Neffen eines einflussreichen Ministers der kriminellen Handlungen zu überführen und trotz seines Trumpfes dingfest zu machen. In Band 18 macht Kugelblitz einen Urlaub an der Nordsee. Aber auch diesen kann er nicht ganz genießen, weil er seinen Kollegen vor Ort helfen muss, eine Serie von Erpressungen und Brandstiftungen aufzuklären.
Kugelblitz hat eine große Vorliebe für Eisbecher, der er öfters mal nachgeht. Mitunter ist er aber auch auf Diät und verzichtet deshalb auf diese. Kugelblitz arbeitet nicht allein, sondern hat drei Untergebene, mit denen er seine Fälle bearbeitet; in Einzelfällen sind diese stark an deren Lösung beteiligt. Einmal ist da Sonja Sandmann eine junge und sehr aufmerksame Polizeibeamtin, kurzhaarig, blond, schlank und hochgewachsen. Sie ist solo, hat zuweilen jedoch einen Freund. Sandmann kommt aber erst ab Band 12 (Der Fall Koralle) vor, weil sie da aus Büsum nach Hamburg versetzt wird. Nummer zwei in Kugelblitz' Team ist der Polizeimeister Peter Zwiebel. Zwiebel ist ebenfalls recht groß, dunkelhaarig und vollbärtig. Er ist verheiratet und Vater der Jungen Max und Moritz. Auch er ist ein recht wacher Kopf, aber mehr ausführendes Organ. Der letzte im Bunde schließlich ist Fritz Pommes. Wie Kugelblitz ist er ziemlich beleibt und weniger groß. Ansonsten ist über Pommes nicht viel zu sagen, außer dass er etwas langsamer im Kopf ist als seine Kollegen. Kurze Zeit arbeitet für die vier Beamten auch noch eine Sekretärin mit dem Namen Ella Rok. Diese tritt aber ausschließlich in Band 12 (Der Fall Koralle) auf.

## Bisher erschienene Bände
1. Die rote Socke (1982), ISBN 3-505-08233-3.
2. Die orangefarbene Maske (1982), ISBN 3-505-08234-1.
3. Der gelbe Koffer (1982), ISBN 3-505-08276-7.
4. Der grüne Papagei (1983), ISBN 3-505-08325-9.
5. Der lila Leierkasten (1984), ISBN 3-505-08793-9.
6. Das blaue Zimmer (1984), ISBN 3-505-09009-3.
7. Der schwarze Geist (1986), ISBN 3-505-09394-7.
8. Das rosa Nilpferd (1987), ISBN 3-505-09631-8.
9. Die schneeweiße Katze (1988), ISBN 3-505-09721-7.
10. Der goldene Drache (1990), ISBN 3-505-04128-9.
11. Der Jade-Elefant (1992), ISBN 3-505-04684-1.
12. Der Fall Koralle (1993), ISBN 3-505-04505-5.
13. Kürbisgeist und Silberspray (1994), ISBN 3-505-08108-6.
14. Der Fall Kobra (1995), ISBN 3-505-10030-7.
15. Rauchsignale (1996), ISBN 3-505-10328-4.
16. Nashornjägern auf der Spur (1997), ISBN 3-505-10712-3.
17. KK fischt im Internet (1997), ISBN 3-505-10792-1.
18. Der Fall Giftnudel (1998), ISBN 3-505-10872-3.
19. Der Fall Kiwi (1999), ISBN 3-505-11006-X.
20. Die Akte 2013 (1999), ISBN 3-505-11093-0.
21. Die Moskito-Bande (2000), ISBN 3-505-11251-8.
22. Vermisst am Mississippi (2000), ISBN 3-505-11374-3.
23. Das Geheimnis von Spooky Hill (2001), ISBN 3-505-11546-0.
24. Der Fall Wüstenkönig (2001), ISBN 3-505-11616-5.
25. Das Geheimnis der gefiederten Schlange (2002), ISBN 3-505-11744-7.
26. Schnee auf Mallorca (2003), ISBN 3-505-11907-5.
27. Tote trinken keine Cola (2005), ISBN 978-3-505-12135-7.
28. Der Fall Shanghai (2006), ISBN 978-3-505-12246-0.
29. Der Fall Rhinozeros (2008), ISBN 978-3-505-12441-9.
30. Piraten der Wüste (2010), ISBN 978-3-505-12731-1.
31. Alarm in Windhuk (2012), ISBN 978-3-505-12896-7.

## Sammelbände
- Sammelband 1: Die rote Socke / Die orangefarbene Maske / Der gelbe Koffer. ISBN 978-3-505-11658-2.
- Sammelband 2: Der grüne Papagei / Der lila Leierkasten / Das blaue Zimmer. ISBN 978-3-505-11659-9.
- Sammelband 3: Der schwarze Geist / Das rosa Nilpferd / Die schneeweiße Katze. ISBN 978-3-505-11192-1.
- Sammelband 4: Der goldene Drache / Der Jade-Elefant / Der Fall Koralle. ISBN 978-3-505-11637-7.
- Sammelband 5: Kürbisgeist und Silberspray / Der Fall Kobra / Rauchsignale. ISBN 978-3-505-11231-7.
- Sammelband 6: Nashornjägern auf der Spur / Kommissar Kugelblitz fischt im Internet / Der Fall Giftnudel. ISBN 978-3-505-11809-8.
- Sammelband 7: Der Fall Kiwi / Die Akte 2013 / Die Moskitobande. ISBN 978-3-505-12287-3.
- Sammelband 8: Vermisst am Mississippi / Das Geheimnis von Spooky Hill / Der Fall Wüstenkönig. ISBN 978-3-505-12478-5.
- Sammelband 9: Die gefiederte Schlange / Schnee auf Mallorca / Tote trinken keine Cola. ISBN 978-3-505-12882-0.

## Hörspiele
1986/87 erschienen zwei Hörspiel-MCs mit Kommissar Kugelblitz, der von Klaus Schwarzkopf gesprochen wurde, bei Schneider Ton (s. Franz Schneider Verlag: Hörspiele). Es handelt sich dabei tatsächlich um Hörspiele mit diversen Sprechern. Auf diesen zwei MCs waren die folgenden Hörspiele enthalten:
Kommissar Kugelblitz (1): Die rote Socke
- Fall 1: Hereingeschneit
- Fall 2: Die rote Socke
- Fall 3: Das Phantom läßt grüßen
- Fall 4: Der Mann mit dem tätowierten Anker

Kommissar Kugelblitz (2): Das blaue Zimmer
- Fall 1: Das blaue Zimmer
- Fall 2: Pech für Hugo
- Fall 3: Der Heiratsschwindler
- Fall 4: Der Klopfgeist

## Hörbücher
Seit dem Jahr 2001 erscheinen bei der Deutsche Grammophon Hörbücher von Kommissar Kugelblitz mit Douglas Welbat als Erzähler, der 2013 von Bodo Henkel abgelöst wurde. Seit 2018 werden diese von Kiddinx Media GmbH & Der Hörverlag als mp3-Downloads vertrieben. Bisher sind erschienen:
- Kugelblitz 1: Die rote Socke
- Kugelblitz 2: Die orangen Maske
- Kugelblitz 3: Der gelbe Koffer
- Kugelblitz 4: Der grüne Papagai
- Kugelblitz 5: Der lilla Leierkasten
- Kugelblitz 6: Das blaue Zimmer
- Kugelblitz 7: Der schwarze Geist
- Kugelblitz 8: Das rosa Nilpferd
- Kugelblitz 9: Die schneeweiße Katze
- Kugelblitz 10: Der goldene Drache
- Kugelblitz 11: Der Jade-Elefant
- Kugelblitz 12: Der Fall Koralle
- Kugelblitz 13: Kürbisgeist und Silberspray
- Kugelblitz 14: Der Fall Kobra
- Kugelblitz 15: Rauchsignale
- Kugelblitz 16: Nashornjägern auf der Spur
- Kugelblitz 17: KK fischt im Internet
- Kugelblitz 18: Der Fall Giftnudel
- Kugelblitz 19: Der Fall Kiwi
- Kugelblitz 20: Die Akte 2013
- Kugelblitz 21: Die Moskito-Bande
- Kugelblitz 22: Vermisst am Mississippi
- Kugelblitz 23: Das Geheimnis von Spooky Hill
- Kugelblitz 24: Der Fall Wüstenkönig
- Kugelblitz 25: Das Geheimnis der gefiederten Schlange
- Kugelblitz 26: Schnee auf Mallorca
- Kugelblitz 27: Tote trinken keine Cola
- Kugelblitz 28: Der Fall Shanghai
- Kugelblitz 29: Der Fall Rhinozeros

## Andere Bücher mit Kommissar Kugelblitz
- Krimimix mit Kugelblitz 1 (1994), ISBN 3-505-08111-6.
- Krimimix mit Kugelblitz 2 (1994), ISBN 3-505-00038-8.
- Das schwarze Q (1997), ISBN 3-505-10599-6.
- Kommissar Kugelblitz – Der große Krimispaß (2002), ISBN 978-3-505-11808-1.
- Auf heißer Spur mit Kugelblitz (2003), DNB 975585711.
- Kommissar Kugelblitz jagt Dr. Fong – Eine neue Geschichte (2003), ISBN 978-3-505-11998-9.
- Kommissar Kugelblitz – Der Fall Sphinx (2004), ISBN 978-3-505-12093-0.
- Kommissar Kugelblitz – Krimi-Witze (2005), ISBN 978-3-505-12208-8.
- Mit Kugelblitz kann jeder rechnen (2006), DNB 978402022.
- Auf Spurensuche mit Kugelblitz (2007), DNB 982858914.
- Kugelblitz als Weihnachtsmann (2009), ISBN 978-3-86760-077-4.
- Ferienspaß mit Kugelblitz (2011), ISBN 978-3-505-12884-4.
- Auf Gaunerjagd durch Deutschland (2012), ISBN 978-3-86760-160-3.

Städtebände (ab 10 Jahren):
- Kugelblitz in London (2007), ISBN 978-3-86760-638-7.
- Kugelblitz in Istanbul (2007), ISBN 978-3-86760-639-4.
- Kugelblitz in Venedig (2008), ISBN 978-3-505-12463-1.
- Kugelblitz in Paris (2009), ISBN 978-3-505-12673-4.
- Kugelblitz in New York (2010), ISBN 978-3-505-12769-4.
- Kugelblitz in Sydney (2011), ISBN 978-3-505-12853-0.
- Kugelblitz in Amsterdam (2013), ISBN 978-3-505-13026-7.
- Kugelblitz in Spanien (2014), ISBN 978-3-505-13392-3.
- Kugelblitz in Wien (2014), ISBN 978-3-505-13493-7.
- Kugelblitz in Berlin (2015) ISBN 978-3-505-13633-7.
- Kugelblitz in Barcelona (2017), ISBN 978-3-505-14014-3.
- Kugelblitz in Hamburg (2018) ISBN 978-3-505-14130-0.
- Kugelblitz in München (2021) ISBN 978-3-505-14442-4.

Kugelblitz in anderen Sprachen:
- spanisch Comissario Caramba
- katalanisch Comissari Llampec
- chinesisch 闪电球探长 Shǎndiànqiú tànzhǎng
- persisch کمیسر کوگل‌بلیتس Kumīsar Kūgilblīts

## CD-ROMs
- Vermisst am Mississippi (1, Terzio 2000)
- Das Geheimnis von Spooky Hill (2, Terzio 2001)
- Der Fall Wüstenkönig (3, Terzio 2002)
- Die große Detektivbox für Spürnasen (enthält alle 3 CD-ROMs)